# غالب أبو الفرج
غالب حمزة أبو الفرج (1921- 2006)، قاص وروائي وإعلامي سعودي، يُعد من رواد الرواية والقصة الحديثة في السعودية، ومن رموز صحافتها، أصدر أول صحيفة سعودية باللغة الإنجليزية، وكان رئيسًا لوفد السعودية في اجتماعات وزراء الإعلام العرب، ومديرًا عامًا للمديرية العامة للإذاعة والصحافة والنشر قبل تأسيس وزارة الإعلام، ثم مديرًا للصحافة والنشر بعد تأسيس الوزارة، كما كان رئيسًا لتحرير صحف المدينة المنورة، أم القرى، والبلاد، ويُعد الروائي السعودي الأكثر تأليفًا؛ إذ بلغ مجموع رواياته 14، منها (واحترقت بيروت) و( الشياطين الحمر.. أو حادث في فيينا)، إلى جانب عدد آخر من المجموعات القصصية، ومؤلفات في مجال الإعلام تُرجمت إلى نحو 30 لغة.